# Laboratoire de statistique et probabilités
Le Laboratoire de statistique et probabilités (LSP) fut, depuis les années 1970 et jusqu'en 2006, une Unité mixte de recherche CNRS à Toulouse regroupant des chercheurs et enseignants-chercheurs en statistique et théorie des probabilités. En 2007, le LSP est devenu, en disparaissant, l'une des trois composantes fondatrices de l'Institut de mathématiques de Toulouse (IMT).

## Histoire
Les origines : Émile Borel, Robert Deltheil, Roger Huron, ...
Roger Huron a été l'artisan des origines de ce laboratoire de recherches, dans les années 1950. Un certain nombre de statisticiens et probabilistes français ont préparé leur thèse au sein du LSP, qui constituait l'un des plus gros laboratoires français pour les mathématiques de l'aléatoire.
Directeurs du LSP après Roger Huron : Henri Caussinus (1972-1988), Jean-René Mathieu (1988-1996), Gérard Letac (1997-1998), Jean-Marc Azaïs (1999-2000), Philippe Besse (2001-2006).